# Cotesia amesis
Cotesia amesis är en stekelart som först beskrevs av Nixon 1974.  Cotesia amesis ingår i släktet Cotesia och familjen bracksteklar. Inga underarter finns listade i Catalogue of Life.